# Nineve
Ninive var en af de vigtigste byer i oldtidens Mellemøsten og var flere gange hovedstad i Assyrien. Byen lå ved floden Tigris i det nuværende Irak.
Stedet er i dag en vigtig historisk og arkæologisk lokalitet. Byens ruiner ligger hovedsageligt på to høje: Kuyundjik og Nebi Yunus. På den anden side af Tigris ligger Mosul i Irak.
Byen omtales ca. 1800 f. Kr. som et vigtigt tilbedelsessted for Ishtar. Ifølge den antikke tradition blev den grundlagt af Ninus. Den spillede længe en mindre rolle, men de assyriske konger i de senere perioder begyndte efterhånden at udbygge den. Sankerib gjorde den til hovedstad omkring 700 f.Kr. Byen blev til sidst ødelagt, da kongerne Nabopolassar af Babylonien og Kyaxares af Medien erobrede området i slutningen af 600-tallet f.Kr. Også flere andre assyriske byer blev lagt i ruiner.
Byen må i sin storhedstid have været en af verdens største og mest imponerende; den havde over 100 000 indbyggere. Murens omkreds var ca. 12 km. Byen havde store paladser og templer, som var nogle af de største og prægtigste bygningsværker på den tid. Bygningerne havde store sale med statuer, relieffer og indskrifter, som beskrev kongernes bedrifter. I byen var der templer for Ishtar og Nabu (no), og et stort bibliotek blev grundlagt af Assurbanipal med værker fra hele Mesopotamien. Ikke desto mindre blev Ninive også omtalt som "den blodige by" på grund af den grusomhed, som mange af byens konger gjorde sig skyldig i som herskere af Assyrien.

## I Bibelen
Nineve er måske mest kendt som den by, hvortil Gud, ifølge Jonas' Bog i Det Gamle Testamente, sendte Jonas for at forkynde byens undergang, hvis dens indbyggere ikke ændrede deres ugudelige opførsel. Ifølge Bibelen omvendte byen sig, men 200 år senere var den gal igen, og denne gang blev byen lagt i ruiner.

## Trusler mod Ninive
Ninives relieffer er udsat for nedbrydning på grund af mangel på ordentlig beskyttende tagdækning, hærværk og plyndringshuller gravet gulvene. Fremtidig konservering er yderligere truet af Ninives nærhed til konstant ekspanderende bebyggelser.
I en rapport fra oktober 2010 med titlen Saving Our Vanishing Heritage, udpeger Global Heritage Fund Ninive til et af 12 steder der er mest "på randen" af uoprettelig ødelæggelse og tab, på grund af utilstrækkelige ledelse, udviklingens tryk og plyndringer som primære årsager.
Den langt største trussel mod Ninive er ISILs målbevidste handlinger. ISIL besatte området i midten af 2010'erne, og i begyndelsen af 2015 meddelte de, at de havde til hensigt at ødelægge Nineves bymure, hvis irakiske styrker forsøgte at befri byen, samtidigt truede de med at ødelægge historiske fund. Den 26. februar ødelagde de flere statuer i Mosul Museum og menes at have stjålet andre for at sælge dem i udlandet. De fortrinsvis genstande fra den assyriske udstilling, som ISIL erklærede for blasfemiske. Ud af museets 1900 genstande var 1600 bragt til Iraks nationalmuseum i Baghdad af sikkerhedsmæssige årsager forud for ISILs indtagelse af Mosul i 2014. Der var således omkring 300 objekter i museet. Nogle af de genstandene, der solgt eller destrueret var fra Nineve. Bare et par dage efter ødelæggelsen af de udstillede genstande, destruerede ISIL de tre oldtids ruinbyer Khorsabad, Nimrud og Hatra, der var på UNESCOs Verdensarvsliste.